# Spriggan (anime)
Spriggan (ス プ リ ガ ン Supurigan?), es un anime producido por Netflix que adapta el manga de Hiroshi Takashige y Ryōji Minagawa. 

## Argumento
Hace muchos años, una antigua civilización gobernó la Tierra. Ellos tuvieron una muy avanzada tecnología, pero fueron destruidos al final debido al mal uso de sus creaciones. Estas personas dejaron mensajes ocultos para las futuras generaciones en forma de placas indestructibles escritas en un idioma antiguo.
Ahora, varias organizaciones armadas han comenzado secretamente a buscar estos artefactos para usarlos para su propio bien y contra sus enemigos. La Corporación ARCAM intenta detener a estas fuerzas malignas y evitar que se autodestruyan entre sí con estas máquinas avanzadas. El personaje principal de la historia es Yu Ominae, uno de los agentes de élite que trabajan para ARCAM bajo el nombre de los Spriggans.

## Personajes
- Yu Ominae: estudiante problemático de origen japonés  y potencial delincuente, es en realidad un agente secreto al servicio de la organización ARCAM.
- Jean Jacquemonde: chico francés licántropo muy veloz y el segundo mejor agente de la organización ARCAM.

## Producción
Netflix anuncio la producción de un anime que adaptaría el manga Spriggan en su Netflix Anime Festival 2020. El anime será dirigido por Hiroshi Kobayashi, con guion de Hiroshi Seko y diseño de personajes de Shuhei Handa y producción de David Production. Originalmente programado para su lanzamiento en Netflix en 2021, su estreno se retrasó hasta el 2022.